# Grand Prix automobile de Hongrie 1996
GP précédent GP suivant
Le Grand Prix automobile de Hongrie 1996 (Marlboro Magyar Nagydíj), disputé sur le Hungaroring (à 19 km de Budapest) le 11 août 1996, est la 593e épreuve du championnat du monde de Formule 1 courue depuis 1950 et la douzième manche du championnat 1996.

## Classement
| Pos. | No | Pilote                | Écurie             | Tours | Temps/Abandon                      | Grille | Points |
| ---- | -- | --------------------- | ------------------ | ----- | ---------------------------------- | ------ | ------ |
| 1    | 6  | Jacques Villeneuve    | Williams-Renault   | 77    | 1 h 46 min 21 s 134 (172,372 km/h) | 3      | 10     |
| 2    | 5  | Damon Hill            | Williams-Renault   | 77    | + 0 s 771                          | 2      | 6      |
| 3    | 3  | Jean Alesi            | Benetton-Renault   | 77    | + 1 min 24 s 212                   | 5      | 4      |
| 4    | 7  | Mika Häkkinen         | McLaren-Mercedes   | 76    | + 1 tour                           | 7      | 3      |
| 5    | 9  | Olivier Panis         | Ligier-Mugen-Honda | 76    | + 1 tour                           | 11     | 2      |
| 6    | 11 | Rubens Barrichello    | Jordan-Peugeot     | 75    | + 2 tours                          | 13     | 1      |
| 7    | 18 | Ukyo Katayama         | Tyrrell-Yamaha     | 74    | + 3 tours                          | 14     |        |
| 8    | 16 | Ricardo Rosset        | Arrows-Hart        | 74    | + 3 tours                          | 18     |        |
| 9    | 1  | Michael Schumacher    | Ferrari            | 70    | Accélérateur                       | 1      |        |
| 10   | 21 | Giovanni Lavaggi      | Minardi-Ford       | 69    | Sortie de piste                    | 20     |        |
| Abd. | 4  | Gerhard Berger        | Benetton-Renault   | 64    | Moteur                             | 6      |        |
| Abd. | 15 | Heinz-Harald Frentzen | Sauber-Ford        | 50    | Panne électrique                   | 10     |        |
| Abd. | 14 | Johnny Herbert        | Sauber-Ford        | 35    | Moteur                             | 8      |        |
| Abd. | 2  | Eddie Irvine          | Ferrari            | 31    | Boîte de vitesses                  | 4      |        |
| Abd. | 20 | Pedro Lamy            | Minardi-Ford       | 24    | Accident                           | 19     |        |
| Abd. | 8  | David Coulthard       | McLaren-Mercedes   | 23    | Pompe à eau                        | 9      |        |
| Abd. | 17 | Jos Verstappen        | Arrows-Hart        | 10    | Sortie de piste                    | 17     |        |
| Abd. | 12 | Martin Brundle        | Jordan-Peugeot     | 5     | Accident                           | 12     |        |
| Abd. | 10 | Pedro Diniz           | Ligier-Mugen-Honda | 1     | Collision                          | 15     |        |
| Abd. | 19 | Mika Salo             | Tyrrell-Yamaha     | 0     | Collision                          | 16     |        |

## Pole position et record du tour
- Pole position : Michael Schumacher en 1 min 17 s 129 (vitesse moyenne : 185,207 km/h).
- Meilleur tour en course : Damon Hill en 1 min 20 s 093 au 67e tour (vitesse moyenne : 178,353 km/h).

## Tours en tête
- Michael Schumacher : 18 (1-18)
- Jacques Villeneuve : 51 (19-21 / 25-58 / 64-77)
- Damon Hill : 8 (22-24 / 59-63)

## Statistiques
- 3e victoire pour Jacques Villeneuve.
- 93e victoire pour Williams en tant que constructeur.
- 84e victoire pour Renault en tant que motoriste.
- À l'issue de cette course, l'écurie Williams est championne du monde des constructeurs.